# Lacapelle-Marival
Lacapelle-Marival település Franciaországban, Lot megyében. Lakosainak száma 1278 fő (2022. január 1.). Lacapelle-Marival Anglars, Le Bourg, Le Bouyssou, Espeyroux, Labathude, Saint-Bressou és Saint-Maurice-en-Quercy községekkel határos.

## Népesség
A település népességének változása:
| Lakosok száma | 993  | 1202 | 1201 | 1320 | 1334 | 1287 | 1272 | 1277 | 1285 | 1278 |
|               | 1968 | 1982 | 1990 | 2006 | 2013 | 2015 | 2017 | 2019 | 2020 | 2022 |